# Martin Milner
Martin Sam Milner (Detroit, 28 de dezembro de 1931 – Carlsbad, 6 de setembro de 2015) foi um ator e apresentador de rádio americano. Ele é mais conhecido por suas atuações em duas séries de televisão: Route 66, que foi ao ar na CBS de 1960 a 1964, e Adam-12, que foi ao ar na NBC de 1968 a 1975.

## Primeiros anos
Milner é filho de Mildred (nascida Martin), uma dançarina do circuito do Paramount Theatre, e Sam Gordon Milner, que trabalhou como ajudante de construção e mais tarde distribuidor de filmes. Sam era um imigrante judeu polonês. A família deixou Detroit quando Milner era criança, mudou-se com frequência e se estabeleceu em Seattle, Washington quando ele tinha nove anos. Lá ele se envolveu com a atuação, primeiro na escola e depois em um grupo de teatro infantil no Cornish Playhouse.
Quando Milner era adolescente, ele se mudou com sua família para Los Angeles, onde seus pais contrataram um treinador de atuação e mais tarde um agente para ele. Milner fez sua estreia no filme da Warner Bros. Life with Father (1947) no papel de John Day, o segundo filho mais velho de Clarence Day, interpretado por William Powell, e Vinnie Day, interpretada por Irene Dunne. Menos de duas semanas depois que o filme foi concluído em agosto de 1946, Milner contraiu poliomielite. Ele se recuperou em um ano e teve pequenos papéis em mais dois filmes. Ele conseguiu um papel menor no filme Sands of Iwo Jima, estrelado por John Wayne.

## Carreira
Milner frequentou a University of Southern California, onde estudou teatro. Ele desistiu depois de um ano no outono de 1950 para se concentrar na atuação. Ele fez sua primeira aparição na televisão em 1950 como ator convidado no episódio 28 intitulado "Pay Dirt" em The Lone Ranger.
Ele teve vários outros papéis, menores e maiores, em filmes de guerra na década de 1950, incluindo outro filme de John Wayne intitulado Operation Pacific (1951) e Mister Roberts (1955), com William Powell e Henry Fonda, James Cagney e Jack Lemmon. No set de Halls of Montezuma (1950), ele conheceu e fez amizade com o ator Jack Webb, e começou a trabalhar intermitentemente na série de rádio Dragnet de Webb.
Em 1952, Milner começou um período de dois anos no Exército dos Estados Unidos dirigindo filmes de treinamento e foi mestre de cerimônias e performer em esquetes para uma unidade itinerante criada para entreter os soldados. Milner foi encorajado pelo colega soldado e futuro ator David Janssen a seguir a carreira de ator quando seu tempo no Exército terminou. Janssen e Milner serviram em Fort Ord com outros futuros atores Clint Eastwood e Richard Long. Enquanto estava no Exército, Milner continuou trabalhando para Jack Webb. Ele também apareceu em seis episódios da série de televisão Dragnet de Webb entre 1952 e 1955.
Depois que seu serviço militar terminou, Milner teve um papel recorrente em The Life of Riley de 1953 a 1958. Ele também fez participações especiais em vários programas de televisão, incluindo episódios de The Bigelow Theatre, The Great Gildersleeve, Science Fiction Theatre, The West Point Story, The Twilight Zone (episódio: "Mirror Image"), Wagon Train e Rawhide.
Milner tinha contrato com a Hecht-Lancaster, produtora de Burt Lancaster. Ele também atuou em filmes, incluindo The Long Gray Line (1955), Mister Roberts (1955), Gunfight at the OK Corral (1957), Sweet Smell of Success (1957), Marjorie Morningstar (1958), onde foi capaz de desenhar em suas raízes judaicas, interpretando o papel de Wally Wronkin, Compulsion (1959) e 13 Ghosts (1960). Mais tarde, ele co-estrelou em Valley of the Dolls (1967), baseado no romance best-seller de Jacqueline Susann.

### Route 66

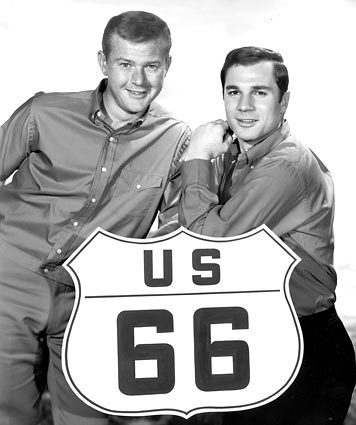
Milner (esquerda) e George Maharis na foto publicitária da Rota 66, 1962

Em 1960, Milner foi escalado como Tod Stiles na série de televisão Route 66, que durou de 1960 a 1964. Criada por Stirling Silliphant, a Rota 66 é sobre dois jovens médios, mas distintamente diferentes, em um carro em turnê pelos Estados Unidos. Depois que a morte repentina de seu pai o deixou sem um tostão, exceto por um novo Chevrolet Corvette, o personagem de Milner viaja pelos Estados Unidos no Corvette. Seu companheiro de viagem em suas escapadas é seu amigo Buz Murdock (interpretado por George Maharis), ex-funcionário de seu pai. Durante a terceira temporada da série, Glenn Corbett substituiu Maharis, que alegou estar com hepatite, mas depois verificou que queria se separar para buscar outras oportunidades de carreira. O show nunca recuperou seu apelo especial ao público com Corbett e foi cancelado após um ano.
A Rota 66 foi filmada fora de estúdio, então Milner passou quase quatro anos viajando pelos Estados Unidos para a série, às vezes levando sua esposa e filhos junto.
Milner apareceu na Broadway uma vez na comédia de curta duração The Ninety Day Mistress em 1967.

### Adam-12
Em 1968, Milner voltou à televisão como o oficial de patrulha uniforme veterano de sete anos do LAPD Peter Joseph "Pete" Malloy em Adam-12, um drama policial produzido por Webb. Kent McCord interpretou seu parceiro, o oficial novato James A. "Jim" Reed. A série durou de 1968 a 1975. Como o Dragnet de Webb, foi baseado em procedimentos e casos reais do Departamento de Polícia de Los Angeles.
Milner foi a escolha de Webb para Pete Malloy em parte por causa de sua relativa juventude e créditos de atuação anteriores e por causa de sua experiência de dirigir na câmera de seus dias na Rota 66.

### carreira posterior

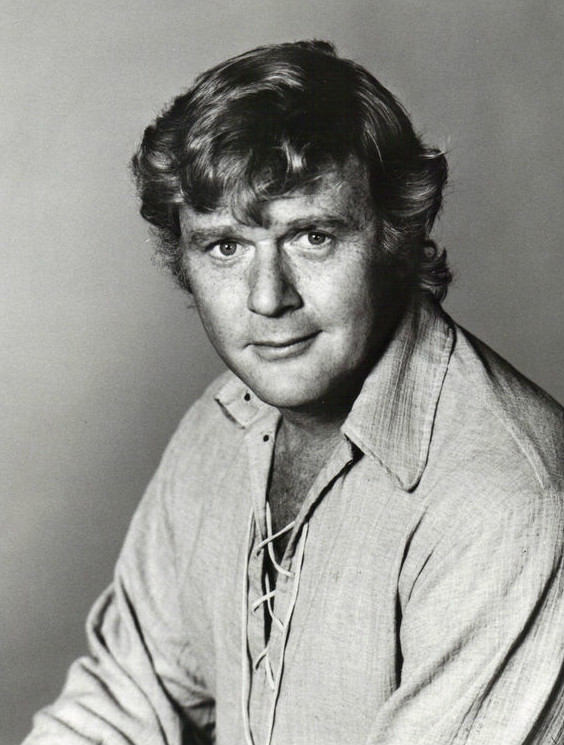
Milner em The Swiss Family Robinson em 1975

Em 1971, Milner interpretou a vítima de assassinato no episódio de estreia de Columbo intitulado "Murder by the Book". Depois de Adam-12, Milner estrelou como Karl Robinson em uma versão para série de televisão de The Swiss Family Robinson (1975–1976), produzida por Irwin Allen. A maior parte de seu trabalho posterior foi como ator convidado, incluindo MacGyver; Lobo de ar; Assassinato, ela escreveu; e RoboCop: A Série.

## Vida pessoal
Em maio de 1956, Milner conheceu a cantora e atriz Judith Bess Jones em um jantar em Hollywood. Eles se casaram em 23 de fevereiro de 1957 em Waukegan, Illinois; juntos, eles tiveram quatro filhos.
Em fevereiro de 2003, a filha mais velha de Milner, Amy, que apareceu em um episódio de Adam 12, foi diagnosticada com leucemia mielóide aguda. Ela morreu em dezembro de 2004.
Em 6 de setembro de 2015, Milner morreu de insuficiência cardíaca em sua casa em Carlsbad, Califórnia, aos 83 anos, Os restos mortais de Milner foram cremados.

## Filmografia

### Filme
| Ano  | Título                                          | Personagem                     | Notas                       |
| ---- | ----------------------------------------------- | ------------------------------ | --------------------------- |
| 1947 | Life with Father                                | John Day                       |                             |
| 1948 | The Wreck of the Hesperus                       | Nathaniel                      |                             |
| 1949 | The Green Promise                               | Joe - 4H Club Member           | Não creditado               |
| 1949 | Sands of Iwo Jima                               | Pvt. Mike McHugh               |                             |
| 1950 | Louisa                                          | Bob Stewart                    |                             |
| 1950 | Our Very Own                                    | Bert                           |                             |
| 1951 | Halls of Montezuma                              | Whitney                        |                             |
| 1951 | Operation Pacific                               | Ens. Caldwell                  |                             |
| 1951 | Fighting Coast Guard                            | Al Prescott                    |                             |
| 1951 | I Want You                                      | George Kress Jr.               |                             |
| 1952 | The Captive City                                | Phil Harding                   |                             |
| 1952 | Belles on Their Toes                            | Al Lynch                       | Não creditado               |
| 1952 | My Wife's Best Friend                           | Buddy Chamberlain              |                             |
| 1952 | Springfield Rifle                               | Pvt. Olie Larsen               |                             |
| 1952 | Battle Zone                                     | Corp. Andy Sayer               |                             |
| 1952 | Torpedo Alley                                   | Undetermined Role              | Unconfirmed / Não creditado |
| 1953 | Last of the Comanches                           | Billy Creel                    |                             |
| 1953 | Destination Gobi                                | Elwood Halsey                  |                             |
| 1954 | Dial M for Murder                               | Policeman Outside Wendice Flat | Não creditado               |
| 1955 | The Long Gray Line                              | Jim O'Carberry                 | Não creditado               |
| 1955 | Mister Roberts                                  | Shore Patrol Officer           |                             |
| 1955 | Francis in the Navy                             | W.T. 'Rick' Rickson            |                             |
| 1955 | Pete Kelly's Blues                              | Joey Firestone                 |                             |
| 1956 | On the Threshold of Space                       | Lt. Mort Glenn                 |                             |
| 1956 | Navy Wife                                       |                                |                             |
| 1956 | Screaming Eagles                                | Pvt. Corliss                   |                             |
| 1956 | Pillars of the Sky                              | Waco                           |                             |
| 1957 | Man Afraid                                      | Shep Hamilton                  |                             |
| 1957 | Desk Set                                        | Bit Part                       | Não creditado               |
| 1957 | Gunfight at the O.K. Corral                     | James Earp                     |                             |
| 1957 | Sweet Smell of Success                          | Steve Dallas                   | Credited as Marty Milner    |
| 1958 | Too Much, Too Soon                              | Lincoln Forrester              |                             |
| 1958 | Marjorie Morningstar                            | Wally Wronkin                  |                             |
| 1959 | Compulsion                                      | Sid Brooks                     |                             |
| 1960 | The Private Lives of Adam and Eve               | Ad Simms / Adam                |                             |
| 1960 | 13 Ghosts                                       | Benjamen Rush                  |                             |
| 1960 | Sex Kittens Go to College                       | George Barton                  | Associate producer          |
| 1965 | Zebra in the Kitchen                            | Dr. Del Hartwood               |                             |
| 1966 | de                                              | Brian Davis                    |                             |
| 1967 | Valley of the Dolls                             | Mel Anderson                   |                             |
| 1968 | Three Guns for Texas                            | Const. Clendon MacMillan       |                             |
| 1975 | The Swiss Family Robinson                       | Karl Robinson                  |                             |
| 1989 | Nashville Beat                                  | Captain Brian O'Neal           |                             |
| 1998 | Route 66: Return to the Road with Martin Milner | Himself                        | Video Documentary           |

### Televisão
| Ano       | Título                                  | Personagem                         | Notas                                                 |
| --------- | --------------------------------------- | ---------------------------------- | ----------------------------------------------------- |
| 1950      | The Lone Ranger                         | Dick McHenry                       | episódio: "Pay Dirt"                                  |
| 1950–1951 | The Stu Erwin Show                      | Drexel Potter                      | 8 episódios                                           |
| 1951      | The Bigelow Theatre                     | T.K.O.                             | episódio: "T.K.O."                                    |
| 1952–1955 | Dragnet                                 | Stephen Banner                     | 6 episódios                                           |
| 1953–1957 | The Life of Riley                       | Bruce Don Marshall                 | 4 episódios                                           |
| 1954–1955 | Schlitz Playhouse of Stars              | Various roles                      | 2 episódios                                           |
| 1955      | The Great Gildersleeve                  | Brick                              | episódio: "Water Commissioner's Water Color"          |
| 1956      | NBC Matinee Theater                     | Various roles                      | 2 episódios                                           |
| 1956      | TV Reader's Digest                      | US Army Recruit                    | episódio: "The Old, Old Story"                        |
| 1956      | The Charles Farrell Show                |                                    | episódio: "Love and Kisses"                           |
| 1956      | Telephone Time                          |                                    | episódio: "The Churchill Club"                        |
| 1956      | Science Fiction Theatre                 | Britt                              | episódio: "Three Minute Mile"                         |
| 1956      | Crossroads                              | Charles Mitchell                   | 2 episódios                                           |
| 1956      | Navy Log                                | Monk Jacob                         | "Incident at Formosa"                                 |
| 1956–1957 | The West Point Story                    | Various roles                      | 2 episódios                                           |
| 1958      | Wagon Train                             | Matt Trumbell                      | episódio: "The Sally Potter Story"                    |
| 1958–1959 | Westinghouse Desilu Playhouse           | Various roles                      | 2 episódios                                           |
| 1958–1959 | The Millionaire                         | Various roles                      | 2 episódios                                           |
| 1959      | Rawhide                                 | Johnny Doan                        | episódio: "Incident with an Executioner"              |
| 1959      | Playhouse 90                            |                                    | episódio: "Judgment at Nuremberg"                     |
| 1959      | Steve Canyon                            | Sgt. Ernest Bigelow                | episódio: "Operation Firebee"                         |
| 1959      | Hotel de Paree                          | Pat Williams                       | episódio: "Vein of Ore"                               |
| 1959      | U.S. Marshal                            | Deputy Bob Baxter                  | episódio: "Trigger Happy"                             |
| 1960      | The Twilight Zone                       | Paul Grinstead                     | episódio: "Mirror Image"                              |
| 1960–1964 | Route 66                                | Tod Stiles                         | 116 episódios                                         |
| 1965      | Memorandum for a Spy                    |                                    | Filme para TV                                         |
| 1965      | Starr, First Baseman                    | Joe Starr                          | Filme para TV                                         |
| 1965      | Slattery's People                       | State Representative Scott Fleming | episódio: "Question: What's a Requiem for a Loser?"   |
| 1965      | Gidget                                  | Kahuna                             | episódio: "The Great Kahuna"                          |
| 1965      | Laredo                                  | Clendon MacMillan                  | episódio: "Yahoo"                                     |
| 1965–1966 | Bob Hope Presents the Chrysler Theatre  | Various roles                      | 3 episódios                                           |
| 1965–1966 | The Virginian                           | Various roles                      | 2 episódios                                           |
| 1966      | A Man Called Shenandoah                 | Neal Henderson                     | episódio: "Requiem for the Second"                    |
| 1966      | 12 O'Clock High                         | Maj. Dimscek                       | episódio: "Six Feet Under"                            |
| 1967      | The Rat Patrol                          | Sgt. Roberts                       | episódio: "The Wild Goose Raid"                       |
| 1967      | Run for Your Life                       | Colonel Mike Green                 | 2 episódios                                           |
| 1967      | Felony Squad                            | Thomas Glynn                       | episódio: "Hit and Run, Run, Run"                     |
| 1967      | Insight                                 | Sherm                              | episódio: "Fat Hands and a Diamond Ring"              |
| 1968      | Land's End                              | Eric                               | Filme para TV                                         |
| 1968      | Dragnet                                 | Officer Pete Malloy                | episódio: "Internal Affairs: DR-20"                   |
| 1968–1975 | Adam-12                                 | Officer Pete Malloy                | 174 episódios                                         |
| 1970      | The Tonight Show Starring Johnny Carson | self                               | episódio: September 28, 1970                          |
| 1971      | Columbo                                 | Jim Ferris                         | episódio: "Murder by the Book"                        |
| 1971      | The D.A. (1971 TV series)               | Officer Pete Malloy                | episódio: "The People vs. Saydo"                      |
| 1972      | Hollywood Squares                       | Himself                            | Celebrity Guest Star                                  |
| 1972–1976 | Emergency!                              | Officer Pete Malloy                | 3 episódios                                           |
| 1973      | Runaway!                                | John Shedd                         | Filme para TV                                         |
| 1974      | Hurricane                               | Maj. Hymie Stoddard                | Filme para TV                                         |
| 1975–1976 | The Swiss Family Robinson               | Karl Robinson                      | 20 episódios                                          |
| 1976      | Flood!                                  | Paul Burke                         | Filme para TV                                         |
| 1977      | SST: Death Flight                       | Lyle Kingman                       | Filme para TV                                         |
| 1977      | Police Story                            | Grady Dolin                        | episódio: "Stigma"                                    |
| 1978      | Black Beauty                            | Tom Gray                           | Miniseries                                            |
| 1978      | Little Mo                               | Wilbur Folsom                      | Filme para TV                                         |
| 1979      | Crisis in Mid-Air                       | Dr. Denvers                        | Filme para TV                                         |
| 1979      | The Last Convertible                    | Sergeant Dabric                    | Miniseries                                            |
| 1979      | Password Plus                           | Himself                            | Game Show Contestant / Celebrity Guest Star           |
| 1979      | The Seekers                             | Philip Kent                        | Filme para TV                                         |
| 1980      | The Littlest Hobo                       | Don Porter                         | episódio: "Sailing Away"                              |
| 1981      | Fantasy Island                          | Various roles                      | 2 episódios                                           |
| 1981      | The Ordeal of Bill Carney               | Peter Belton                       | Television movie                                      |
| 1984      | Masquerade                              | Charlie Miller                     | episódio: "Winnings"                                  |
| 1985      | Airwolf                                 | Arthur Barnes                      | episódio: "Severance Pay"                             |
| 1985–1996 | Murder, She Wrote                       | Various roles                      | 5 episódios                                           |
| 1988      | MacGyver                                | Coach Turk Donner                  | episódio: "Thin Ice"                                  |
| 1989      | Nashville Beat                          | Captain Brian O'Neal               | Television movie                                      |
| 1990      | MacGyver                                | James MacGyver                     | episódio: "Passages"                                  |
| 1992      | Life Goes On                            | Harris Cassidy                     | 5 episódios                                           |
| 1994      | RoboCop: The Series                     | Russell Murphy                     | 2 episódios: "The Human Factor" / "Corporate Raiders" |
| 1997      | Diagnosis: Murder                       | Detective Frank Halloran           | episódio: "Murder Blues", (final appearance)          |
| 1997      | Hollywood Squares                       | self                               | episódio: February 25, 2004                           |